# Ramal Quinquimo-Papudo
El ramal Quinquimo-Papudo fue un ramal ferroviario que tenía como finalidad unir a la localidad de Quinquimo hallada dentro de la comuna de La Ligua, con la comuna de Papudo en la región de Valparaíso. Este ramal fue parte del tramo costa de la línea Longitudinal Norte, uniéndose a la línea principal a través de la estación Quinquimo. El ramal dejó de operar en la década de 1960.

## Historia
Posterior a que fuera construido el ferrocarril de Calera a Cabildo, en 1887 se planificó un ferrocarril que uniera el puerto de Papudo con la comuna de Petorca, con la necesidad de dar salida a la costa a los productos provenientes de los valles de La Ligua y Petorca, para lo cual se presentó la idea del Ferrocarril de Rayado a Papudo y El Trapiche. La construcción del ramal se inició en 1906 y fue inaugurado en 1910, contando inicialmente con 7 estaciones. Originalmente el ramal comenzaba en la estación Rayado hacia la estación Papudo, pero debido a la construcción del trazado costa del Ferrocarril Longitudinal Norte en 1943, el ramal pasó a comenzar desde la estación Quinquimo. 
El ramal operó con normalidad hasta mediados de la década de 1960, cuando los servicios de pasajeros y carga son suprimidos, realizándose el último viaje hacia Papudo el 29 de marzo de 1964. Ese mismo año la línea fue levantada y sus estaciones fueron suprimidas, siendo reemplazada por una carretera.
Actualmente la línea se encuentra levantada casi en su totalidad y solo se encuentra en pie la estación de Papudo.